# La Alianza, Mapastepec
La Alianza är en ort i Mexiko.   Den ligger i kommunen Mapastepec och delstaten Chiapas, i den sydöstra delen av landet, 800 km sydost om huvudstaden Mexico City. La Alianza ligger 24 meter över havet och antalet invånare är 806.
Terrängen runt La Alianza är huvudsakligen platt, men åt nordost är den kuperad. Runt La Alianza är det ganska glesbefolkat, med 27 invånare per kvadratkilometer. Närmaste större samhälle är Mapastepec, 7,5 km norr om La Alianza. Omgivningarna runt La Alianza är en mosaik av jordbruksmark och naturlig växtlighet.